# Ivona Knechtlová
Ivona Knechtlová je česká ilustrátorka a spisovatelka. Zaměřuje se na ilustraci a autorskou tvorbu dětských knih.

## Životopis
Vystudovala Vysokou školu ekonomickou v Praze obory Mezinárodní obchod a Mezinárodní politika a diplomacie, pracovala v oblasti interiérového designu. Od roku 2018 se zabývá především ilustrací dětských knih. Ilustrovala knižní sérii o Valentýnce od české autorky Ivany Peroutkové, knižní sérii kanadské autorky L. M. Montgomeryové o Anně ze Zeleného domu, příběhy Terezy Pařízkové, Daniely Krolupperové a dalších českých i zahraničních autorek. 
Kombinuje různé výtvarné techniky, používá akvarel, pastelky, kvaš, voskovky či pastel.
V roce 2019 obdržela za ilustrace ke knize Valentýnka a narozeniny ocenění Cena knihovníků Klubu dětských knihoven SKIP v literární anketě SUK 2018 – Čteme všichni o nejoblíbenější českou knihu. 
Žije a pracuje v Praze. 

## Tvorba

### Ilustrace
- I. Peroutková: Valentýnka a narozeniny, Albatros (2018)
- L. Cogginová: Psí hvězda, Mladá fronta (2018)
- H. Žižková: Přece to nevzdáš, Albatros (2018)
- D. Krolupperová: Polštářoví podvodníci, Mladá fronta (2018)
- L. M. Montgomeryová: Anna ze Zeleného domu, Albatros (2018)
- D. Krolupperová: Zprávy z pelíšku, Mladá fronta (2019)
- I. Peroutková: Valentýnka a daleké kraje, Albatros (2019)
- T. Pařízková: Stela a 16 huskyů, Euromedia Group (2019)
- K. Ohlssonová: Kouzelné srdce, Mladá fronta (2019)
- L. M. Montgomeryová: Anna z Avonlea, Albatros (2019)
- L. M. Montgomeryová: Anna z ostrova, Albatros (2019)
- I. Peroutková: Valentýnka a veterinární ordinace, Albatros (2020)
- T. Pařízková: Stela v zemi tučňáků, Euromedia Group (2020)
- L. Rosenbergová: Sen o Zeleném domě, Albatros (2020)
- M. Pilátová : Jak bratři Baťové obouvali svět, Nadační fond Jana Antonína Bati (2020)
- M. Salajková: Báječná škola pana Scotta, Kazda (2020)
- L. M. Montgomeryová: Anna ze Summerside, Albatros (2020)
- I. Peroutková: Valentýnka a pradávné poklady, Albatros (2021)
- L. Špaček: Tereza, Euromedia Group (2021)
- D. Krolupperová: Mechová víla, Euromedia Group (2021)
- T. Pařízková: Jak si vychovat sourozence, Euromedia Group (2021)
- L. M. Montgomeryová: Annin vysněný domov, Albatros (2021)
- D. Krolupperová: Zimní tulipán, Mladá fronta (2022)
- I. Peroutková: Valentýnka a detektivní kancelář, Albatros (2022)
- L. M. Montgomeryová: Anna z Ingleside, Albatros (2022)
- I. Peroutková: Valentýnka a staré řecké báje, Albatros (2023)
- M. Salajková: Péťova báječná dobrodružství, Kazda (2023)
- D. Krolupperová: Dveře ke snu, Mladá fronta (2023)
- M. Wise Brown: Ty jsi můj králíček, Portál (2024)
- D. Krolupperová: Pozor p(l)es, Mladá fronta (2024)
- O. Henry: Dar tří králů, Mladá fronta (2024)

### Autorské knihy
- Víla Muchomůrka, Mladá fronta (2024)
- Kapitánka Mia a cesta za pokladem, Euromedia Group (2024)

## Ocenění
- SUK 2018 – Cena knihovníků za Valentýnka a narozeniny